# أليكس لاوثر
ولد اليكس لاوثر في مدينة بيترسفيلد في هامبشاير في إنجلترا 4 مايو عام 1995. 
أشتهر بالدور الذي أداه عام 2014 في فيلم The Imitation Game , فاز بجائزة دائرة نقاد السينما في لندن عن «أفضل أداء شاب بريطاني» في يناير عام 2015. لعب دور بطولة بجانب مايكل بيجلي وميشيل كولينز في عرض مسرح هامستيدالجديد ، The Glass Supper . أدى دور الشاب آلان تورنغ في فيلم أوسكار-ويننغ ، The Imitation Game. ناهيك عن دوره كإسحاق كوبر في فيلم X + Y.